# James York
James Wesley York, Jr. (Raleigh, 3 de julho de 1939) é um físico matemático estadunidense.